# Olašští Romové
Olašští Romové jsou jednou z větví Romského národa. Do střední Evropy přicházeli z rumunského knížectví Valašsko od poloviny 19. století. Na českém území žije přibližně 25 tisíc olašských Romů (cca 10 % všech Romů). V jejich čele stojí olašský král.

## Historie
Do střední a západní Evropy přišli po delším pobytu v rumunském knížectví Valašsko, z čehož se odvozuje i jejich pojmenování. Sami Olaši si říkají vlašika Rom, v dialektu slovenských Romů název zní vlachike Roma a český přívlastek vznikl z maďarského slova „olaskí.“ Do Uher, na Halič i do českých zemí začali přicházet v polovině 19. století po zrušení nevolnictví na valašském území. Na českém území kočovali v menších skupinách. Po roce 1959 bylo v Československu zakázáno kočování a Olašští Romové byli násilně usazeni.

## Charakteristika
Na území České republiky žije asi 25 tisíc olašských Romů, činí přibližně desetinu všech Romů. Dělí se na další skupiny, podskupiny a rody. V Evropě žijí různé skupiny Olachů. V Česku se dělí na dvě hlavní skupiny. Převažují Lovárové či Lováriové, kteří se živili jako koňští handlíři a z tohoto povolání se odvozuje jejich pojmenování – „ló“ znamená v maďarštině kůň. Druhou skupinou jsou Kalderaši, kteří vyráběli kotle (kotel se v rumunštině označuje jako „caldera“).
V komunitě mluví téměř výhradně romsky, což považují za otázku cti. Mají vlastní, olašský dialekt. Lovárové mluví lovárským dialektem. Mají uzavřenou komunitu, považují se za romskou elitu, příliš se nestýkají s ostatními skupinami Romů, které poněkud opovržlivě nazývají Rumungre. Důvody k uzavřenosti jsou dva – pozůstatek původních kastovních rozdílů a kulturní rozdílnost jednotlivých skupin.

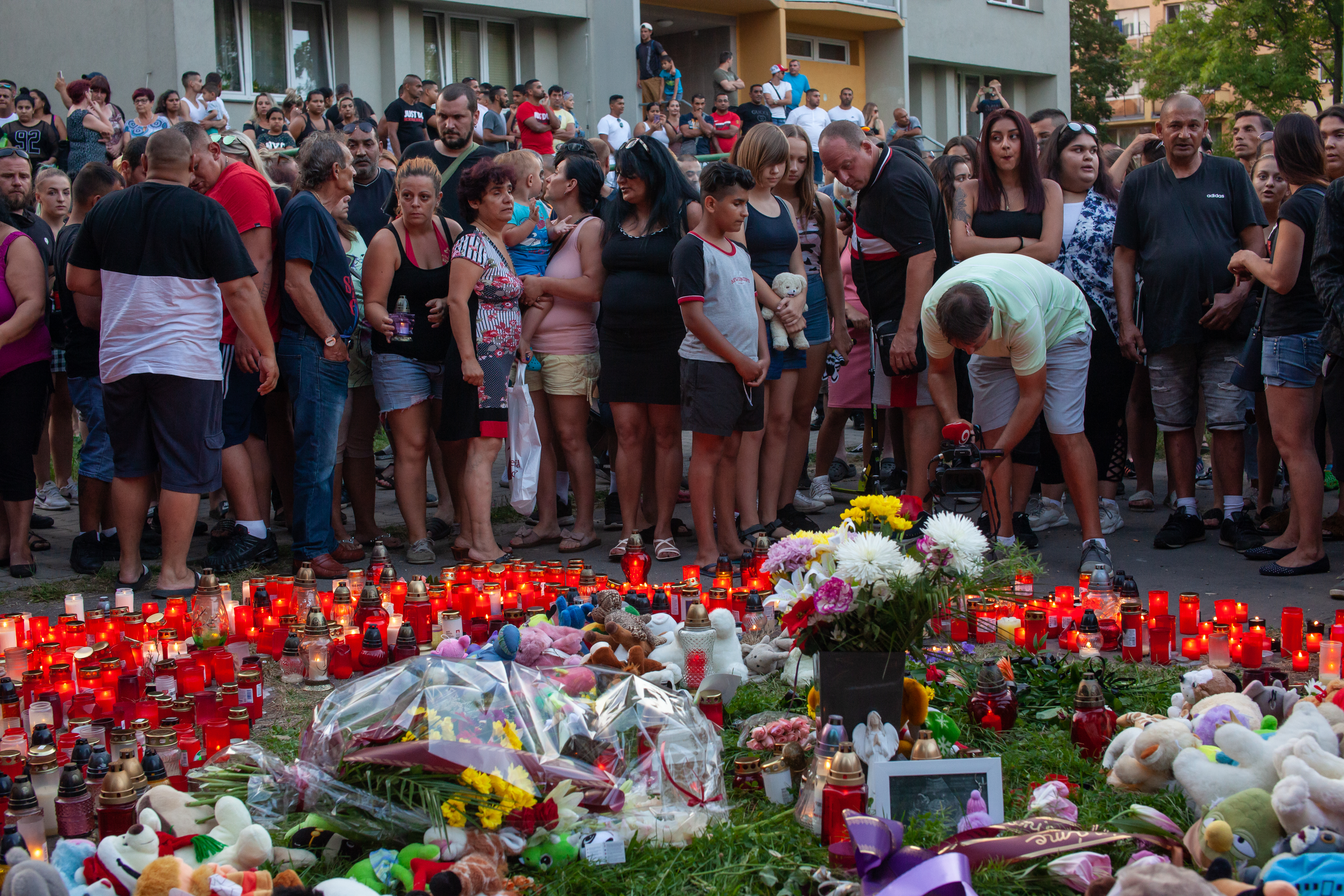
Pietní shromáždění po požáru v Bohumíně, které se konalo 11. srpna 2020 pod záštitou prince olašských Romů.

Oproti ostatním skupinám Romů mají světlejší pigmentaci i vlasy. Často se oblékají do tradičního romského oblečení. Některé ženy dosud (2002) nosí dlouhé, široké barevné sukně, třícípé šátky na hlavách nebo ramenech, boty na podpatku. Vlasy nosí zpravidla v drdolu či zapletené do copů. Výrazněji se líčí, obličej někdy zdobí pihou krásy a nosívají výrazné šperky. Dospělí muži nenosí krátké kalhoty, ženy nenosí kalhoty vůbec. Odívají se do drahých značkových oděvů a bot a také nosí výrazné šperky – zlaté prsteny, náušnice, náhrdelníky, náramky i zuby. Zlato pro ně má několik významů. Jako kočovníci nemohli ukládat svůj majetek do nepřenosných věcí, proto investovali do zlata. Také věří, že je zlato uchrání před nemocemi a zlými silami. Dále zlato považují za symbol úspěchu, bohatství a postavení v komunitě. Zaměřují se na materiální statky – auta, šperky, oblečení a bohaté rodinné oslavy, dobré jídlo (zejména maso) a pití.
Do 50. let 20. století Olašští Romové patřili mezi nejchudší Romy. Muži obchodovali s koňmi a ženy věštily z ruky. Po usazení v 50. letech se začali věnovat obchodování a stali se nejbohatší vrstvou Romů. Fyzickou práci mnozí považují za znamení neúspěšnosti a nedostatku mentálních schopností. Oceňují získávání finančních prostředků za pomoci myšlení. Často obchodují či podnikají ve službách – restaurace či autobazary. Problémem komunity Olachů se zejména v 90. letech stal výskyt drogové závislosti.
Široká rodina a příslušnost k rodu pro ně hraje klíčovou roli. Vůči rodině jsou loajální, uznávají autoritu starších. Nedoceňují význam školního vzdělávání pro život a docházka dětí bývá špatná, děti často povinnou školní docházku ani nedokončí. Pohlaví si nejsou rovna. Muži a ženy sedávají v oddělených místnostech. Ženy se dle tradic mají starat o rodinu, děti a rodinný krb. U dívek rodiny dávají přednost sňatkům před vzděláním. S jinými skupinami Romů uzavírají manželství jen výjimečně. Sňatky často domlouvají rodiče, svatbu platí rodina ženicha.

## Soudnictví a olašský král
Mají vlastní soudnictví, které se řídí rodovými zásadami a zákony, které dodržují. Prohřešky se řeší uvnitř komunity na zasedání, které se nazývá krisi. Řeší se na nich například cena za nevěstu, poškození mezi členy komunity. Nejvyšším trestem je vyloučení jedince z komunity. Může mít různou délku, záleží na napravení potrestaného. Krisi předsedá rada starších, která vykonává i svatby, křtiny a další akty.

### Olašský král
Radě starších předsedá olašský král. Radu starších a olašského krále volí nejzasloužilejší stařešinové.
V 90. letech 20. století byl úřadujícím českým olašským králem Josef Smolka z Ostravy, známý svým tetováním Lollobrigidy na břiše a také výrokem, že „Naši předkové neuměli číst ani psát. Tomu já říkám správný čistý Rom (1999).“. Ten také v srpnu roku 1999 v Ostravě ve věku 72 let zemřel, pochován byl posléze v Opavě. Avšak po jeho smrti došlo mezi olašskými Romy k názorovému rozkolu, spočívajícím v neuznání zvolení Jana Lipy novým olašským králem, a to z důvodu, že se dané volby nezúčastnili všichni zástupci z České republiky, a proto spolu s ním vykonával paralelně funkci olašského krále bývalý obchodník Jan Horvátko, přezdívaný Bobko.
První král Jan Lipa (roz. Daniš; * 1940, Beluša), pocházející dle vyjádření svého synovce Josefa Stojky z váženého královského rodu Danišovců, zemřel avšak v roce 2012 – taktéž ve věku 72 let jako Josef Smolka – na následky spojené s onemocněním srdce ve Fakultní nemocnici v Ostravě (pozn.: pochován byl ve Slezské Ostravě). O rok později zemřel na následky mozkové mrtvice i druhý král olašský Jan Horvátko, pochován byl na Ústředním hřbitově v Prostějově.
V roce 2014 se stal v Hradci Králové novým olašským králem podnikatel Robert Beneš z Brna.